# 克连安河
克连安河是砂拉越木中省的一条河流。克连安河从布都副县开始，一直向西流，途中流经了实拉卓县的实拉卓镇和甲望副县的甲望镇，最后流进了南中国海。